# Ácido aldárico
Los ácidos aldáricos son un grupo de ácidos de azúcares, en los que los grupos hidroxilo y carbonilo terminales de los azúcares han sido sustituidos por ácidos carboxílicos terminales, y se caracterizan por la fórmula HOOC-(CHOH)n-COOH. 

## Síntesis
Los ácidos aldáricos suelen sintetizarse mediante la oxidación de aldosas con ácido nítrico. En esta reacción es la forma de cadena abierta (polihidroxialdehído) del azúcar la que reacciona.
Un ácido aldárico es una aldosa en la que tanto la función hidroxilo del carbono terminal como la función aldehído del primer carbono se han oxidado completamente a funciones de ácido carboxílico. (La oxidación de sólo el aldehído produce un ácido aldónico, mientras que la oxidación de sólo el grupo hidroxilo terminal produce un ácido urónico). Los ácidos aldáricos no pueden formar hemiacetales cíclicos como los azúcares no oxidados, pero a veces pueden formar lactonas. 

## Estructura
La nomenclatura de los ácidos aldáricos se basa en los azúcares de los que derivan; por ejemplo, la glucosa se oxida a ácido glucárico y la xilosa a ácido xilárico.
A diferencia de sus azúcares de origen, los ácidos aldáricos tienen el mismo grupo funcional en ambos extremos de su cadena de carbono; por lo tanto, dos azúcares diferentes pueden dar lugar al mismo ácido aldárico (esto puede entenderse mirando la proyección de Fischer de un azúcar al revés: con las aldosas normales, se trata de un compuesto diferente debido a la función aldehído en la parte superior y la función hidroxilo en la parte inferior, pero con los ácidos aldáricos, hay una función de ácido carboxílico en ambos extremos, por lo que el revés y el derecho no importan).  
Por ejemplo, el ácido D-glucárico y el ácido L-gularico son el mismo compuesto (pero se prefiere el primer nombre, por el prefijo D-). Una consecuencia de esto es que algunos ácidos aldáricos son formas meso con ninguna actividad óptica a pesar de sus múltiples centros quirales - esto ocurre si un azúcar y su enantiómero se oxidan al mismo ácido aldárico. Un ejemplo es la D-galactosa: tiene cuatro centros quirales, pero los ácidos D-galactárico y L-galactárico, que tienen la configuración opuesta en cada centro quiral y, por lo tanto, se esperaría que fueran enantiómeros, son en realidad el mismo compuesto; por lo tanto, el ácido galactárico es una mesoforma aciral sin actividad óptica. Una vez más, esto puede entenderse tomando la proyección de Fischer de cualquiera de los ácidos y mirándola al revés: la configuración está ahora cambiada en cada carbono. 

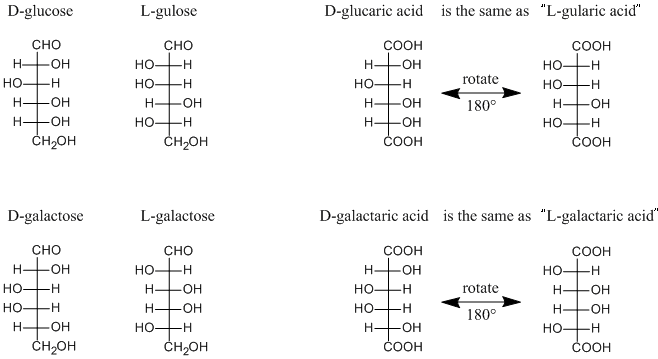

El ácido adípico, HOOC-(CH2)4-COOH, no es un ácido aldárico, aunque es estructuralmente similar. De hecho, los ácidos aldáricos de seis carbonos pueden considerarse derivados tetrahidroxilados del ácido adípico. 